# Calloplesiops altivelis
Poisson-comète à grandes nageoires
Espèce
Calloplesiops altivelis, communément nommé Poisson-comète à grandes nageoires, est une espèce de poissons marins démersale de la famille des Plesiopidae.

## Description

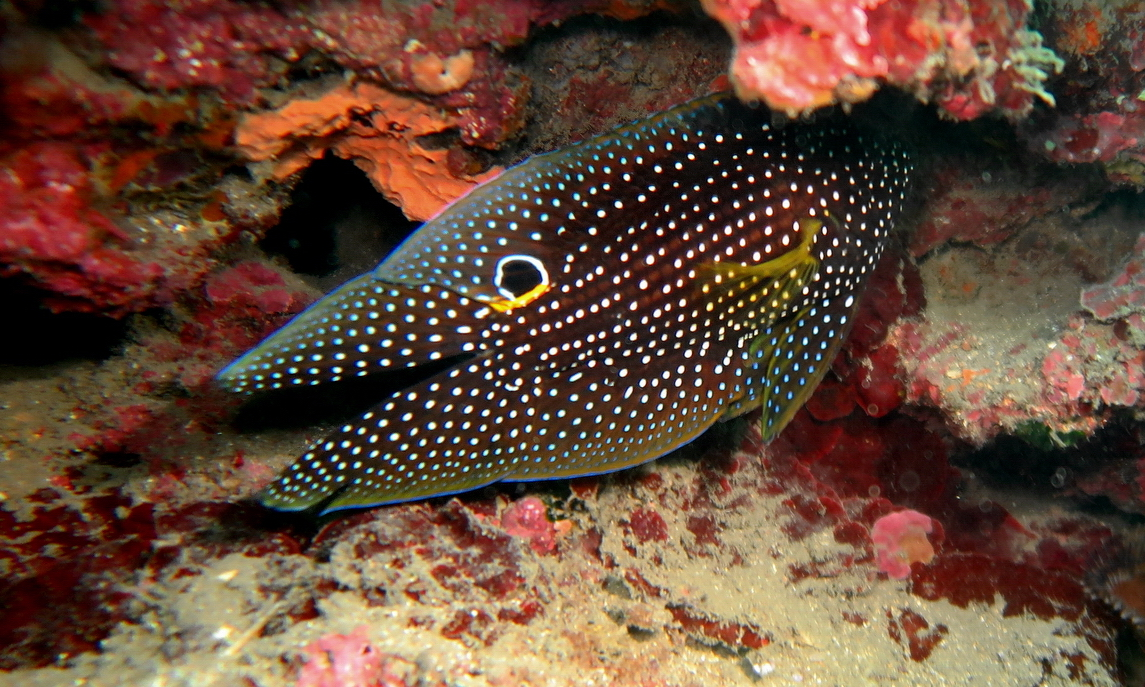
De loin, ce poisson-comète partiellement dissimulé peut ressembler à la tête d'une murène ponctuée.

Calloplesiops altivelis est un beau poisson de petite taille pouvant atteindre 20 cm de long. Sa teinte de fond est sombre, régulièrement ponctuée de points blancs arrondis. Toutes ses nageoires sont très élargies en voiles, et semblent confluentes sans l'être. La base antérieure de la nageoire dorsale est marquée par une grosse ocelle d'un noir profond, cerclée de bleu électrique (avec une touche de jaune sur la partie inférieure). Les nageoires pectorales sont transparentes et légèrement teintées de jaune.

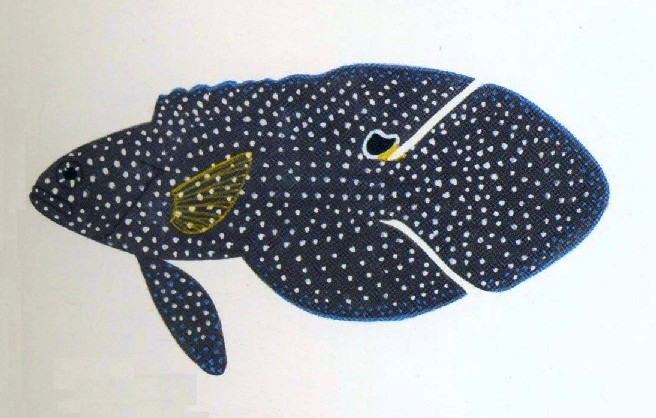
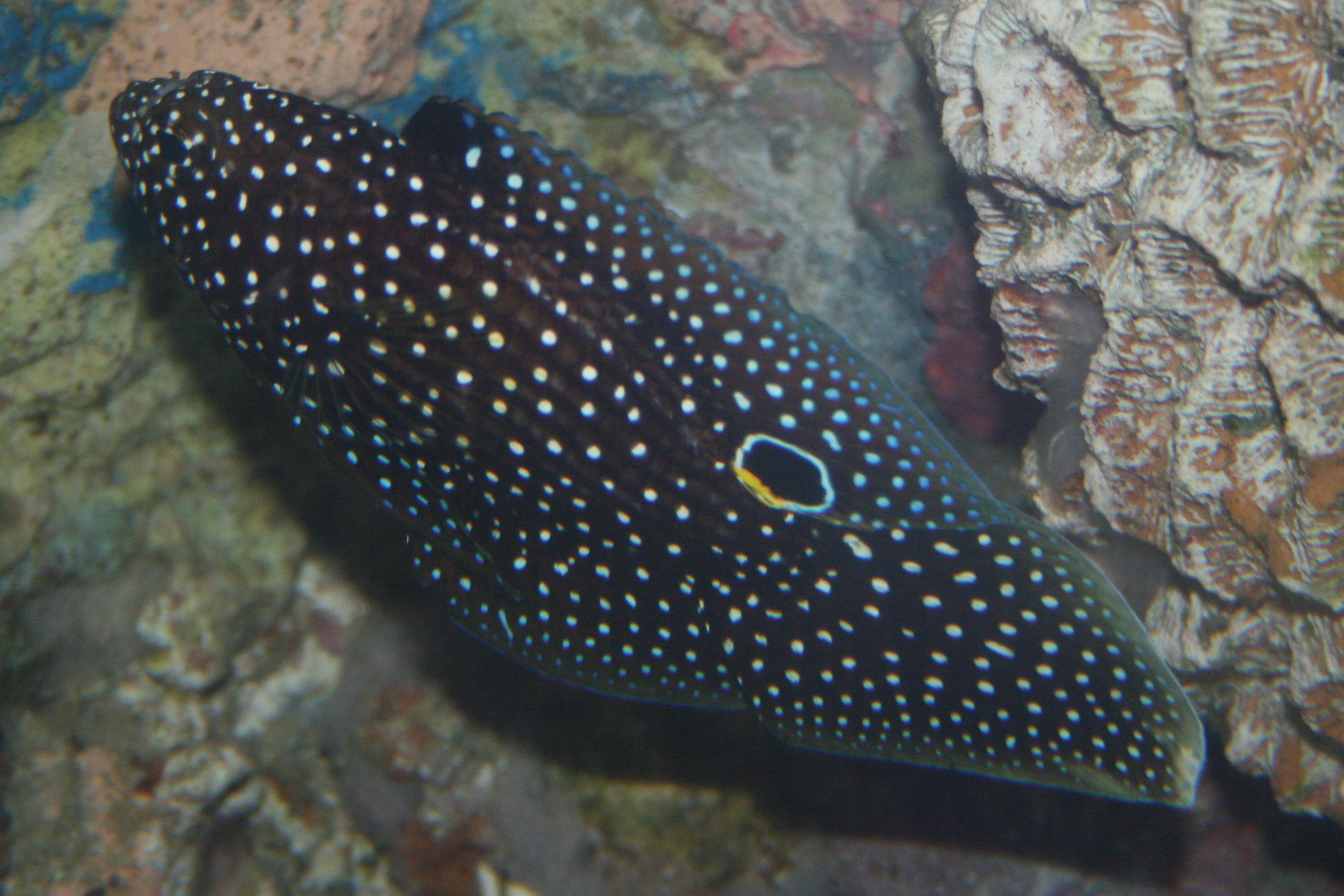
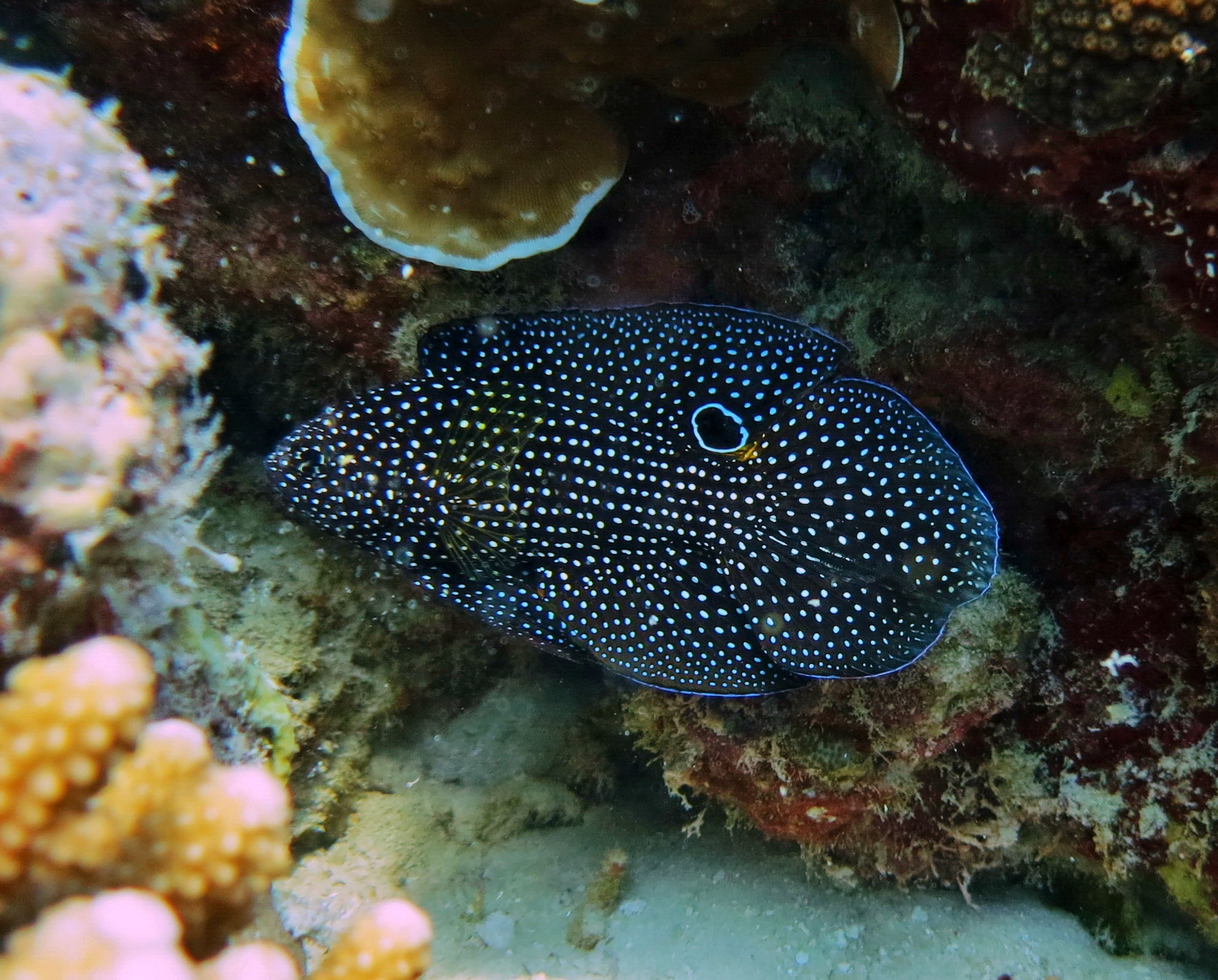

Ce poisson semble mimer la livrée et le comportement de la murène ponctuée Gymnothorax meleagris pour dissuader ses prédateurs.

## Habitat et répartition
Ce poisson-comète fréquente les eaux tropicales de l'Océan Indien, Mer Rouge incluse, jusqu'aux îles océaniques de l'Océan Pacifique.
Il affectionne les récifs coralliens où il peut trouver des refuges durant la journée dans des anfractuosités, des crevasses ou sous de petits surplombs. Il est visible entre 4 et 35 m de profondeur.

## Alimentation
Le poisson-comète sort la nuit pour rechercher sa nourriture. Il a donc une activité nocturne. Il chasse et mange des petits poissons et des crustacés.